# Leptomastix auraticorpus
Leptomastix auraticorpus är en stekelart som beskrevs av Girault 1915. Leptomastix auraticorpus ingår i släktet Leptomastix och familjen sköldlussteklar. Inga underarter finns listade i Catalogue of Life.